# Varian Fry
Pour les articles homonymes, voir Fry.

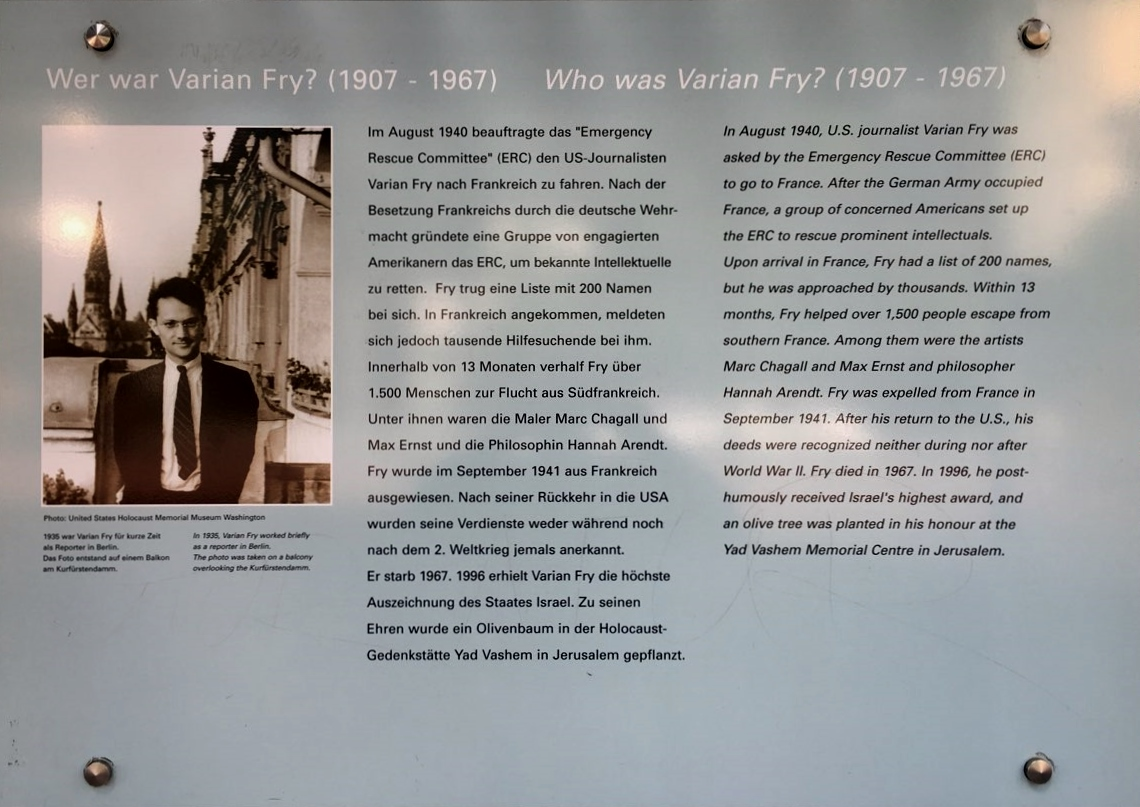
Plaque commémorative à Berlin

Varian Fry, né le 15 octobre 1907 à New York et mort le 13 septembre 1967, est un journaliste américain qui, depuis Marseille, a sauvé entre 2 000 et 4 000 Juifs et militants antinazis en les aidant à fuir l'Europe et le régime de Vichy. Il n'a bénéficié que d'une reconnaissance tardive, et seulement par la France de son vivant (Légion d'Honneur peu avant sa mort). Il est Juste parmi les nations.

## Biographie
Varian Fry est né à New-York et grandit à Ridgewood, dans le New Jersey, où sa famille déménage en 1910. Il reçut une éducation quaker. En 1927, Varian Fry fonda, avec Lincoln Kirstein, Hound & Horn, une revue littéraire. Il se maria en 1931 avec la journaliste Eileen Avery Hughes, amie de la sœur de Kirstein.
Correspondant du journal américain The Living Age, Varian Fry visita Berlin en 1935. Il fut alors témoin de la barbarie des nazis envers les Juifs. Il vit notamment deux nazis poignarder sans aucun motif la main d'un juif assis à la terrasse d'un café. Choqué par cette expérience, il aida à lever des fonds pour soutenir les mouvements antinazis. 

### Marseille 1940-1941
Juste après l'invasion de la France, il se rendit à Marseille, officiellement en tant que journaliste mais en fait envoyé par l'Emergency Rescue Committee (ERC) (Comité de sauvetage d'urgence) qui officia à Marseille sous le nom de « Centre américain de secours », le 14 août 1940. « Fry est arrivé à Marseille en août avec 3 000 dollars, une petite valise et une liste de quelque deux cents écrivains et artistes en danger. Presque immédiatement il s'est trouvé confronté à un drame humain majeur et ce qui devait être une mission de reconnaissance de trois semaines se transforma en une aventure éprouvante de treize mois »,.
Ce n’est pas exactement une opération humanitaire : il s’agit d’attribuer deux cents bourses à « certains des meilleurs scientifiques et universitaires européens » pour les aider à fuir l’Europe et à se réinstaller outre-Atlantique.
Sa mission était d'aider des intellectuels, artistes, écrivains et antinazis, dont certains militants trotskystes, à fuir l'Europe. Il s'installa tout d'abord à l'hôtel Splendide où il avait rencontré un autre Américain, Franck Bohn, envoyé par la Fédération américaine du travail (AFL) et aidé par le Jewish Labor Committee (JLC) pour aider des militants syndicalistes ou socialistes à s'enfuir.
Malgré la surveillance du régime de Vichy, il cache de nombreuses personnes et les aide à s'enfuir. Il loge pendant quelques mois à la villa Air-Bel. Plus de 2 200 personnes se réfugièrent notamment au Portugal, alors neutre, avant de se rendre aux États-Unis. D'autres passèrent par la Martinique, comme André Breton ou Victor Serge.
Les plus proches collaborateurs de Varian Fry furent Miriam Davenport (en), ancienne étudiante de l'Institut d'art et d'archéologie à la Sorbonne, Justus Rosenberg, étudiant polonais à la Sorbonne, Mary Jayne Gold, héritière à la vie romanesque, Daniel Bénédite, Albert Hirschman, Franz von Hildebrand (Franzi von Hildebrand), Charles Fawcett, Leon Ball, Jean Gemähling ou Charles Wolff. Il a également bénéficié de l'aide financière de Peggy Guggenheim. Fry fut grandement aidé par Hiram Bingham IV, vice-consul américain à Marseille, qui combattit l'antisémitisme du département d'État et sa politique frileuse en matière de visas. Hiram Bingham IV n'hésita pas à délivrer des milliers de visas, vrais ou faux.
Visas et faux papiers furent organisés par tous les moyens disponibles, y compris des contacts avec le « milieu » marseillais. Ils sont finalement près de deux mille à en bénéficier, généralement des intellectuels ou des artistes de renom comme Claude Lévi-Strauss, Max Ernst, André Breton, Hannah Arendt, Marc Chagall, Lion Feuchtwanger, Heinrich Mann, Walter Mehring, Alma Mahler, Anna Seghers, Arthur Koestler, Jacques Hadamard ou Otto Meyerhof. Quant aux autres, les anonymes qui ne sont pas sur la liste et qui assiègent jour et nuit le consulat américain, ils n’ont guère d’illusions à se faire, car, comme l’explique Varian Fry dans son livre Surrender on Demand, « nous refusons d'aider quiconque n'est pas recommandé par une personne de confiance ».
Dans le roman, « Le Magicien », Colm Toibin raconte l’évasion d’Alma Malher à travers l’Espagne organisée par Varian Fry. 
Cette politique déplut au régime de Vichy et au gouvernement américain, alors neutre dans le conflit européen. L'intendant de police de Marseille, Maurice de Rodellec du Porzic, obtint son départ. Peu après la confiscation de son passeport par les autorités américaines, Varian Fry dut quitter le territoire français le 16 septembre 1941.

### Retour aux États-Unis
De retour aux États-Unis, il essaya par tous les moyens de sensibiliser l'opinion publique américaine au sort des Juifs en Europe. En décembre 1942, il publia dans The New Republic, un article intitulé « Le Massacre des juifs en Europe ». En 1945, il publia Surrender on Demand qui racontait en détail son action à Marseille. L'éditeur censura la préface qui dénonçait la politique américaine en matière de visas. L'ouvrage n'a été publié en français qu'en 1999 en France sous le titre La Liste noire.
Il exerça alors divers métiers, se remaria après le décès de sa première épouse et devint professeur de latin. Il décéda d'une hémorragie cérébrale le 13 septembre 1967. Il est enterré au cimetière de Green-Wood à Brooklyn, avec ses parents.

## Personnalités aidées par Varian Fry
- Hannah Arendt
- Jean Arp
- Hans Aufricht
- Hans Bellmer
- Georg Bernhard
- Victor Brauner
- André Breton
- Camille Bryen
- De Castro
- Marc Chagall
- Frédéric Delanglade
- Oscar Dominguez
- Marcel Duchamp
- Heinrich Ehrmann
- Max Ernst
- Edvard Fendler
- Lion Feuchtwanger
- Leonhard Frank
- Giuseppe Garetto
- Oscar Goldberg
- Peggy Guggenheim[10]
- Emil S. Gumbel
- Hans Habe
- Jacques Hadamard
- Konrad Heiden
- Jacques Hérold
- Wilhelm Herzog
- Stéphane Hessel[11]
- Erich Itor-Kahn
- Berthold Jacob
- Heinz Jolles
- Fritz Kahn
- Siegfried Kracauer
- Wifredo Lam
- Jacqueline Lamba
- Wanda Landowska
- Lotte Leonard
- Jacques Lipchitz
- Alberto Magnelli
- Alma Mahler Gropius Werfel
- Jean Malaquais
- Golo Mann
- Heinrich Mann
- Valeriu Marcu
- André Masson
- Roberto Matta
- Walter Mehring
- Alfredo Mendizabel
- Otto Meyerhof
- Boris Mirkine-Guetzevitch
- Soma Morgenstern
- Hans Natonek
- Ernst Erich Noth
- Max Ophüls
- Hertha Pauli
- Benjamin Péret
- Alfred Polgar
- Poliakoff-Litovzeff
- Peter Pringsheim
- Denise Restout
- Hans Sahl
- Jacques Schiffrin
- Anna Seghers
- Victor Serge
- Ferdinand Springer
- Bruno Strauss
- Sophie Taeuber
- Franz Werfel
- Kurt et Helen Wolff
- Wols
- Ylla

## Honneurs et récompenses
- En 1967, la France le fit Chevalier de la Légion d'honneur. C'est le seul honneur qu'il a reçu de son vivant.
- En 1991, le Conseil américain du mémorial de la Shoah lui attribua la médaille Eisenhower de la Libération.
- En 1995, Varian Fry est devenu le premier Américain à être reconnu comme Juste parmi les nations au mémorial de Yad Vashem[12]. Il a également reçu la citoyenneté d'honneur de l'État d'Israël le 1er janvier 1998.
- En 1997, une petite rue du nouveau quartier autour de Potsdamer Platz à Berlin reçoit le nom de Varian-Fry-Straße.
- À l'initiative de Samuel V. Brock, consul général des États-Unis à Marseille de 1999 à 2002, le parc devant le consulat américain de Marseille a été renommé place Varian-Fry.
- En juin 2002, l’American Foreign Service Association lui décerne un prix spécial pour « dissidence constructive »[réf. nécessaire].
- En mai 2006, il fut mis à l’honneur par le Service postal des États-Unis par un timbre commémoratif[réf. nécessaire].

## Publications
- La Liste noire, Plon, 1999  (ISBN 2259189725).
- "Livrer sur demande...", Quand les artistes, les dissidents et les Juifs fuyaient les nazis (Marseille, 1940-1941), nouvelle édition revue et augmentée de La Liste noire, Éditions Agone, Marseille, 2008  (ISBN 2748900871). Réédité chez le même éditeur en collection de poche en 2017.

### Filmographie
- Les Milles, le train de la liberté, film de Sébastien Grall, 1995.
- Varian's War ou Varian Fry, un héros oublié, film de Lionel Chetwynd (2001) avec William Hurt.
- Je ne vous oublierai jamais, film de Pascal Kané, 2010.
- Transatlantique, série d'Anna Winger, 2023, incarné par Cory Michael Smith.

### Émissions de radio
- Varian Fry, l'homme inespéré (1re partie)
- La traversée du Capitaine Paul Lemerle (2e partie)
- France Culture, Une histoire particulière, 8 et 9 décembre 2018.
- Varian Fry, un héros américain dans la France de Vichy, dans Autant en emporte l'Histoire sur France Inter